# Wolter Blankert
Wolter Blankert (Woltersum, 10 september 1978) is een Nederlandse roeier. Hij vertegenwoordigde Nederland zevenmaal op het WK roeien. Hij behaalde daar eenmaal de gouden medaille in 2007, en eenmaal brons in 2002.
Hij was lid van AASR Skøll.

## Palmares

### Lichtgewicht twee zonder
- 2005: 9e WK in Gifu - 6.35,58

### Lichtgewicht vier zonder
- 2006: 11e WK in Eton - 5.58,26

### Lichtgewicht dubbel vier
- 2002:  WK in Sevilla - 5.54,59
- 2003: 4e WK in Milaan - 6.13,26
- 2004: 5e WK in Banyoles - 6.06,09

### Lichtgewicht acht met stuurman
- 2001: 7e WK in Luzern - 5.46,49
- 2007:  WK in München - 5.42,06